# Барисловци
Барисловци (словен. Barislovci) су насељено место у општини Видем, Подравска регија, Словенија.

## Историја
До територијалне реорганизације у Словенији били су у саставу старе општине Птуј.

## Становништво
У попису становништва из 2011. године, Барисловци су имали 129 становника.
| Број становника према пописима | Број становника према пописима | Број становника према пописима |
| ------------------------------ | ------------------------------ | ------------------------------ |
| 1991                           | 2002                           | 2011                           |
| 131                            | 132                            | 129                            |